# Antoni Alorda Vilarrubias
Antoni Alorda Vilarrubias (Inca, juny de 1965) és un polític mallorquí, diputat del Partit Socialista de Mallorca (PSM) i membre del grup parlamentari del PSM-IV-ExM i Més per Menorca.
Llicenciat en Dret, treballa de secretari-interventor d'ajuntament. Entrà a militar al PSM el 1987 i des de llavors ha ocupat càrrecs en la direcció del partit. Des del 1996, forma part de la Comissió Executiva. Fou elegit diputat a les eleccions al Parlament de les Illes Balears de 1995 i 1999. i novament a les eleccions al Parlament de les Illes Balears de 2011.